# 鐘樓愛人
《鐘樓愛人》（英語：Love, Timeless），2017年東森電視自製戲劇系列之第八部作品。是東森第一部穿越劇。由周湯豪、孟耿如、黃薇渟、張捷領銜主演。2017年2月24日開鏡 。台視於4月15日晚上10點首播，LINE TV於當晚11點30分上傳，東森綜合台於4月16日晚上10點播出，CHOCO TV免費跟播，6月17日全劇殺青，台視於7月29日播出最終回；首集播出115分鐘，從第二集起劇末播出幕後花絮《鐘樓亂入》，最終回播出95分鐘。接檔《如朕親臨》。片尾有四種版本，會隨著每集四個人的感情關係而變。這也是孟耿如和黃薇渟繼《22K夢想高飛》後第二度合作，孟耿如和張捷繼《火車情人》後第二度合作。

## 播出時間

### 首播
| 頻道/影音              | 所在地   | 播映日期      | 播出時間                   |
| ---------------------- | -------- | ------------- | -------------------------- |
| 台視主頻               | 臺灣     | 2017年4月15日 | 每週六 22:00 - 23:30       |
| LINE TV                | 臺灣     | 2017年4月15日 | 每週六 23:30之後上傳       |
| 東森綜合台             | 臺灣     | 2017年4月16日 | 每週日 22:00 - 23:30       |
| 愛奇藝                 | 臺灣     | 2017年4月16日 | 每週日 10:00之後上傳       |
| KKTV                   | 臺灣     | 2017年7月31日 | 全集上架                   |
| Astro雙星 Astro雙星HD  | 马来西亚 | 2017年10月3日 | 每週一至週五 16:00 - 17:00 |
| Astro AEC Astro AEC HD | 马来西亚 | 2018年1月8日  | 每週一至週五 16:00 - 17:00 |

### 重播
| 頻道       | 所在地 | 播映日期      | 播出時間             |
| ---------- | ------ | ------------- | -------------------- |
| 台視主頻   | 臺灣   | 2017年4月22日 | 每週六 00:00 - 01:30 |
| 台視主頻   | 臺灣   | 2017年4月23日 | 每週日 01:15 - 02:45 |
| 台視主頻   | 臺灣   | 2017年4月23日 | 每週日 14:30 - 16:00 |
| 東森綜合台 | 臺灣   | 2017年4月17日 | 每週一 02:00 - 03:30 |
| 東森綜合台 | 臺灣   | 2017年4月22日 | 每週六 16:30 - 18:00 |
| 東森超視   | 臺灣   | 2017年4月21日 | 每週五 20:00 - 21:30 |
| 東森超視   | 臺灣   | 2017年4月22日 | 每週六 20:00 - 21:30 |

## 演員列表

### 主要演員
| 演員   | 角色   | 時間點     | 年代        | 介紹 | 登場集數 |
| 周湯豪 | 時兆宇 | 未穿越     | 2017年      | 30歲，面膜公司研發部前總監。與凱佳發生一夜情後，因目睹若比跳樓情緒產生共振而被鐘草送回2007年。 | 1-2,4    |
| 周湯豪 | 時兆宇 | 第一次穿越 | 2017年      | 30歲，知名面膜公司老闆，凱佳搬出時家後，過著孤單的日子，只有盟主陪伴著他，成功配合凱佳的睡眠時間研發出8分鐘面膜，因為要救回若比而再次穿越到2008年。 | 10-11    |
| 周湯豪 | 時兆宇 | 未穿越     | 2007-2008年 | 20歲，化學系、系籃小前鋒，凱佳的青梅竹馬。 | 1        |
| 周湯豪 | 時兆宇 | 第一次穿越 | 2007-2008年 | 20歲，化學系、系籃小前鋒，凱佳的青梅竹馬，保留穿越前的記憶，因此贏得跟駿任打賭的籃球賽，後因無法接受凱佳與駿任走近，強吻凱佳。聽到致妮的廣播播出若比的自創曲而再回到2017年。 | 1-9      |
| 周湯豪 | 時兆宇 | 第二次穿越 | 2008-2017年 | 21-30歲，化學系、系籃小前鋒，知名面膜老闆，凱佳的青梅竹馬男友，確認對凱佳的愛意。 | 12-15    |
| 孟耿如 | 趙凱佳 | 未穿越     | 2017年      | 30歲，於社福機構任職，跟兆宇從小一起長大的青梅竹馬。與兆宇發生一夜情後，因目睹若比跳樓，而穿越回2007年。 | 1-2,4,8  |
| 孟耿如 | 趙凱佳 | 第一次穿越 | 2017年      | 30歲，單程咖啡店長，跟兆宇從小一起長大的青梅竹馬，但轉學後目前沒有見面過，因為要救回若比而再次穿越到2008年。 | 10-11    |
| 孟耿如 | 趙凱佳 | 未穿越     | 2007-2008年 | 20歲，社工系學生。 | 1        |
| 孟耿如 | 趙凱佳 | 第一次穿越 | 2007-2008年 | 20歲，原是社工系學生，聽到致妮的廣播播出若比的自創曲而再回到2017年。回憶想切斷與兆宇的連繫而轉學到別的大學企管系，之後更到澳洲留學。 | 1-9      |
| 孟耿如 | 趙凱佳 | 第二次穿越 | 2008-2017年 | 21-30歲，社工系學生，因為受不了兆宇的告白而搬離時家，與第一次穿越同樣打工含宿，後因感受到人生的無常而願意搬回時家，一直愛著兆宇，後來在兆宇的霜淇淋攻勢下接受告白，買下當初打工的咖啡店，創立自己甜點品牌。 | 12-15    |
| 黃薇渟 | 沈若比 | 未穿越     | 2017年      | 30歲，駿任的妻子，等待發片的職業歌手，因駿任背叛她，去外面搞小三的關係而跳樓，是造成兆宇、凱佳、駿任穿越的關鍵。 | 1        |
| 黃薇渟 | 沈若比 | 第一次穿越 | 2017年      | 30歲，駿任的妻子，等待發片的職業歌手，因駿任沒有達成當初結婚的承諾而跳樓身亡。 | 10-11    |
| 黃薇渟 | 沈若比 | 未穿越     | 2007-2008年 | 20歲，企管系、熱音社學生，極具味道的大學校花。喜歡搖滾樂，與致妮、瑋瑋組成樂團。沈建德和小三生的小孩、溫秀美因挽救婚姻而收養。 | 1        |
| 黃薇渟 | 沈若比 | 第一次穿越 | 2007-2008年 | 20歲，企管系、熱音社學生，極具味道的大學校花。喜歡搖滾樂，與致妮、瑋瑋組成樂團。成功讓學校老師點頭哥接受熱音社，曾經喜歡兆宇。 | 1-9      |
| 黃薇渟 | 沈若比 | 第二次穿越 | 2008-2017年 | 21-30歲，企管系、熱音社學生，駿任妻子，曾喜歡兆宇，後來因駿任體貼的行動而愛上駿任，知道了大家穿越的事，聲音使用過度，造成聲帶長繭，被閃耀高台的觀眾跟無名留言所傷，想在節目中自殺，但想到兆宇、凱佳跟駿任講的「活」、「不要死」，還有駿任突然出現說不要放棄，而打消念頭，在駿任入獄後不定期寫信給他，之後放棄演藝事業，接承了家族的紅酒事業，成功等到駿任「回家」。 | 12-15    |
| 張捷   | 李駿任 | 未穿越     | 2017年      | 30歲， 大鳴集團接班人、副總，若比的丈夫。因目睹若比跳樓，跟兆宇、凱佳一樣穿越回2007年。 | 1        |
| 張捷   | 李駿任 | 第一次穿越 | 2017年      | 30歲， 大鳴集團接班人、副總，若比的丈夫，自2008年到若比跳樓唯一有跟凱佳聯絡的人，因為要救回若比而再次穿越到2008年。 | 10-11    |
| 張捷   | 李駿任 | 未穿越     | 2007-2008年 | 20歲，企管系，家教嚴格的富二代。 | 1        |
| 張捷   | 李駿任 | 第一次穿越 | 2007-2008年 | 20歲，企管系，家教嚴格的富二代，輸掉與兆宇約定可以追求若比的籃球賽，而後對凱佳產生情愫，聽到致妮的廣播播出若比的自創曲而再回到2017年。 | 1-9      |
| 張捷   | 李駿任 | 第二次穿越 | 2008-2017年 | 21-30歲，企管系，家教嚴格的富二代，若比丈夫，只想著要救回若比。後因為知道若比的「I 94 U」是要給兆宇的而心碎，並且責怪凱佳沒告訴他真相，為了報復，掏空酒莊150兆，後來被若比在閃耀高台節目上說的話感動回頭，到現場對瀕臨自殺邊緣的若比大喊不要放棄，因而當場被警察上銬帶走，五年後出獄先閃避眾人，直到自行創立印章工作室後，才「回家」，並送若比「鐘樓」蠟封章。      | 12-15    |

### 其他演員
| 演員   | 角色   | 年代        | 介紹 | 登場集數  |
| 楊銘威 | 廖海盟 | 2017年      | 30歲，保養品公司研發部人員。 | 1         |
| 楊銘威 | 廖海盟 | 2017年      | 30歲，保養品公司研發部人員，致妮的丈夫。 | 10-11     |
| 楊銘威 | 廖海盟 | 2007-2008年 | 20歲， 化學系、系籃中鋒，綽號盟主。兆宇高中時代就認識的死黨。看似溫吞忠厚，其實是個人來瘋，喜歡吸引別人的注意，喜歡致妮，但一直被潑冷水。                                                                   | 1         |
| 楊銘威 | 廖海盟 | 2007-2008年 | 20歲， 化學系、系籃中鋒，綽號盟主。兆宇高中時代就認識的死黨。看似溫吞忠厚，其實是個人來瘋，喜歡吸引別人的注意，喜歡致妮，成功讓致妮答應。                                                                   | 1-9       |
| 楊銘威 | 廖海盟 | 2008-2017年 | 21-30歲， 化學系、系籃中鋒，綽號盟主，致妮丈夫。兆宇高中時代就認識的死黨。看似溫吞忠厚，其實是個人來瘋，喜歡吸引別人的注意，在致妮懷孕期間還幫忙代班廣播。                                                  | 12-15     |
| 藍雅芸 | 王致妮 | 2017年      | 30歲，電台DJ，知道兆宇與凱佳一夜情。 | 1         |
| 藍雅芸 | 王致妮 | 2017年      | 30歲，電台DJ，盟主的老婆，懷孕中。 | 10-11     |
| 藍雅芸 | 王致妮 | 2007-2008年 | 20歲， 社工系、熱音社貝斯手。凱佳、若比大學時期的好友，外冷內熱，是個個性直爽講話犀利的知性女，喜歡白白。尤其特別愛在海盟耍表現時潑他冷水，久而久之，兩人形成一種特殊關係，她潑海盟冷水，海盟享受被潑冷水。 | 1         |
| 藍雅芸 | 王致妮 | 2007-2008年 | 20歲， 社工系、熱音社貝斯手。凱佳、若比大學時期的好友，外冷內熱，是個個性直爽講話犀利的知性女。接受盟主的追求。                                                                                             | 1-10      |
| 藍雅芸 | 王致妮 | 2008-2017年 | 21-30歲， 社工系、熱音社貝斯手，盟主的老婆，懷孕中。凱佳、若比大學時期的好友，外冷內熱，是個個性直爽講話犀利的知性女。                                                                                      | 12-13     |
| 羅北安 | 時燦治 | 2017年      | 時兆宇的爸爸。 | 1         |
| 羅北安 | 時燦治 | 2007-2008年 | 時兆宇的爸爸。 | 1-9,12-14 |
| 苗可麗 | 周美光 | 2017年      | 時兆宇的媽媽。 | 1         |
| 苗可麗 | 周美光 | 2007-2008年 | 時兆宇的媽媽。 | 1-9,12-14 |

### 特別客串
| 演員   | 角色     | 年代        | 介紹 | 登場集數    |
| 郎祖筠 | 尤欣穎   | 2017年      | 植物系女教授，協助兆宇、凱佳、駿任再次穿越救若比。                                                                                           | 11          |
| 郎祖筠 | 尤欣穎   | 2007-2008年 | 傳說中半夜會出現在舊校舍的植物系女教授鬼魂，但其實是誤傳，秉中的女友，兆宇、凱佳、駿任穿越的原因就是因為情緒跟她一樣，造成鐘草起反應的關係。 | 2,11        |
| 樓學賢 | 李泰元   | 2017年      | 李駿任的爸爸。 | 10          |
| 樓學賢 | 李泰元   | 2007-2008年 | 李駿任的爸爸。 | 4-5,7,9     |
| 周丹薇 | 邱萱愛   | 2017年      | 李駿任的媽媽。 | 10          |
| 周丹薇 | 邱萱愛   | 2007-2008年 | 李駿任的媽媽。 | 4-5,9       |
| 林秀君 | 溫秀美   | 2017年      | 沈若比的繼母。 | 10          |
| 林秀君 | 溫秀美   | 2007-2008年 | 沈若比的繼母。 | 4-7,9,12    |
| 林健寰 | 沈建德   | 2017年      | 沈若比的生父。 | 10-11       |
| 林健寰 | 沈建德   | 2007-2008年 | 沈若比的生父。 | 5,7,9,12    |
| 馬國賢 | 夏總     | 2017年      | 面膜公司總經理。 | 1           |
| 馬國賢 | 夏總     | 2007-2008年 | 襪品公司總經理。 | 2,5,7-9,12  |
| 郭鑫   | 白品仁   | 2007-2008年 | 綽號白白助教，心理諮商老師，幫助凱佳重新愛上兆宇。                                                                                           | 3,6-8,12-13 |
| 高凱莉 | 張瑋媛   | 2007-2008年 | 綽號瑋瑋，沈若比、王致妮的好友、樂團鼓手。                                                                                                   | 4-5,7,10,12 |
| 吳岳擎 | 李英祝   | 2007-2008年 | 時兆宇大學好友與系籃隊員。 | 1-4,6       |
| 勵政達 | 張大器   | 2007-2008年 | 時兆宇大學好友與系籃隊員。 | 1-4,6       |
| 朱俊憲 | 博仁     | 2007-2008年 | 時兆宇大學好友與系籃隊員。 | 1-4,6       |
| 林帥甫 | 龍珠     | 2007-2008年 | 系籃隊員。 | 1-4,6,13    |
| 藍啟瑞 | 籃球教練 | 2007-2008年 | 系籃延畢生，兼籃球教練。 | 1-2,4,6     |
| 郭柏傑 | 金毛     | 2017年      | 經常翹課而被社工姐姐凱佳帶走的學生。 | 1           |
| 陳明憙 | 陳明憙   | 2007-2008年 | 在駿任家經營的園區品酒會演唱的歌手。 | 6           |
| 羅思琦 | 趙雄三   | 2017年      | 趙凱佳的爸爸。 |             |
| 羅思琦 | 趙雄三   | 2007-2008年 | 趙凱佳的爸爸，超級大更生人，曾經是殺人犯。                                                                                                   | 8           |
|        | 秉中     | 2007-2008年 | 尤欣穎的男朋友，在沙漠尋找到鐘草後身亡。 | 11          |
| 黃妤榛 | 主持人   | 2008年      | 閃耀高台主持人，故意用言語諷刺若比。 | 15          |

## 電視劇歌曲
| 曲別   | 歌名       | 演唱者 | 作詞           | 作曲                   |
| 片頭曲 | 不放       | 周湯豪 | 周湯豪、崔惟楷 | 周湯豪、Joe chong      |
| 片尾曲 | 1064℃      | 陳明憙 | 黑海           | 陳明憙                 |
| 插曲   | 最後安慰   | 陳明憙 | 黑海           | 陳明憙                 |
| 插曲   | 囚鳥       | 陳明憙 | 丁玲           | 陳明憙                 |
| 插曲   | I Say BABY | 周湯豪 | 周湯豪         | 周湯豪                 |
| 插曲   | 情人       | 潘嘉麗 | 潘嘉麗、陳曉娟 | 潘嘉麗、何維健、陳曉娟 |
| 插曲   | 還能擁抱   | 潘嘉麗 | 張樂聲         | 林倛玉                 |
| 插曲   | 換我愛你   | 何維健 | 張樂聲         | 林倛玉、何維健         |

## 收視率

### 台視週六首播收視率
| 播出日期                                                  | 集數       | 平均收視 | 排名 | 備註                                   |
| --------------------------------------------------------- | ---------- | -------- | ---- | -------------------------------------- |
| 2017年4月15日                                             | 1          | 0.59     | 5    | 播出115分鐘                            |
| 2017年4月22日                                             | 2          | 0.52     | 5    |                                        |
| 2017年4月29日                                             | 3          | 0.69     | 5    |                                        |
| 2017年5月6日                                              | 4          | 0.49     | 5    |                                        |
| 2017年5月13日                                             | 5          | 0.50     | 4    |                                        |
| 2017年5月20日                                             | 6          | 0.52     | 6    |                                        |
| 2017年5月27日                                             | 7          | 0.44     | 6    |                                        |
| 2017年6月3日                                              | 8          | 0.68     | 6    |                                        |
| 2017年6月10日                                             | 9          | 0.38     | 6    | 創東森週六偶像劇最低收視               |
| 2017年6月17日                                             | 10         | 0.67     | 5    |                                        |
| 2017年6月24日，台視因播出「第28屆金曲獎」，暫停播出一次。 |            |          |      |                                        |
| 2017年7月1日                                              | 11         | 0.61     | 5    |                                        |
| 2017年7月8日                                              | 12         | 0.68     | 5    |                                        |
| 2017年7月15日                                             | 13         | 0.49     | 5    |                                        |
| 2017年7月22日                                             | 14         | 0.59     | 5    |                                        |
| 2017年7月29日                                             | 15         | 0.77     | 4    | 最終回，播出95分鐘 15-24歲觀眾收視1.07 |
| 平均收視率                                                | 平均收視率 | 0.57     | -    | 創東森週六偶像劇最低平均收視           |

- 同時段節目：華視《天才衝衝衝》、民視《舞力全開》、中視《綜藝玩很大》、公視《酸甜之味》/《起鼓·出獅》、東森綜合台《極品絕配》、八大《植劇場》
- 資料來源：台灣-偶像劇場 （页面存档备份，存于）、凱絡媒體週報 （页面存档备份，存于）、AC尼尔森

## 製作團隊
- 導演：郝心翔
- 出品人：范瑞穎、鄭士俊
- 總監製：楊秋蘭、賴秀貞
- 製作人：楊鴻志、羅智育
- 監製：謝禮如、童瀚萱
- 編審：邱詩怡
- 企劃：陳儀娥
- 統籌：張誌偉
- 編劇：許芸齊、烏得紙
- 執行製作：呂偉華
- 製作企劃：邱詩涵
- 製作公司：‬大川大立數位影音公司
- 協助拍攝：
- 冠名贊助單位：
  - 台視：匯紘國際阿薩姆奶茶
  - 東森：奇美變頻空調
- 置入行銷：
  - SEXY LOOK極美肌保濕黑面膜
  - MIRAE未來美
  - LEXUS
  - 義大遊樂世界
  - 統一麵
  - 光泉午后時光
  - 中華民國養羊協會
  - 茉莉茶園
  - 單程咖啡

## 拍攝場景
- 臺北市北投區 台北捷運淡水信義線北投站
- 桃園市八德區 八塊畫室咖啡
- 臺中市西區 草悟道
- 臺中市西區 美術園道
- 臺中市西區 榙比歐卡義式創意料理
- 臺中市西區 審計新村
- 臺中市西區 成真咖啡台中審計店
- 臺中市西區 大同亞瑟頓
- 臺中市西區 樂昂咖啡健行店
- 臺中市南區 國立公共資訊圖書館總館
- 臺中市西屯區 臺中市政府臺灣大道市政大樓
- 臺中市西屯區 臺中國家歌劇院
- 臺中市西屯區 全國廣播FM106.1
- 臺中市西屯區 十八町拉麵
- 臺中市西屯區 老虎城購物中心
- 臺中市南屯區 阿三哥台式現炒
- 臺中市南屯區 歐遊連鎖精品旅館集團台中館
- 臺中市南屯區 法務部矯正署台中看守所
- 臺中市北屯區 巴黎第六區社區
- 臺中市北屯區 心之芳庭
- 臺中市北屯區 中油文心直營加油站
- 臺中市大肚區 大肚藍色公路
- 臺中市豐原區 臺中市政府陽明市政大樓
- 臺中市豐原區 東豐自行車綠廊
- 臺中市豐原區 葫蘆墩公園
- 臺中市豐原區 異人館咖啡部屋
- 臺中市霧峰區 光復新村
- 臺中市沙鹿區 光田綜合醫院
- 臺中市大甲區 光田綜合醫院
- 彰化縣彰化市 南北管音樂戲曲館
- 彰化縣員林市 縣立員林醫院舊址
- 彰化縣員林市 中州科技大學
- 南投縣埔里鎮 國立暨南國際大學
- 南投縣竹山鎮 桃太郎村
- 雲林縣斗六市 陳俊維耳鼻喉科診所
- 臺南市大內區 台南市農會走馬瀨農場

## 外部連結
- 官方网站－台視
- 官方网站－東森
- 鐘樓愛人的Facebook專頁
- 鐘樓愛人LINE TV頻道 （页面存档备份，存于）

| 臺灣 台視主頻 周六優質戲劇               | 臺灣 台視主頻 周六優質戲劇                                                               | 臺灣 台視主頻 周六優質戲劇 |
| ---------------------------------------- | ---------------------------------------------------------------------------------------- | -------------------------- |
|                                          | 鐘樓愛人 （2017年4月15日－2017年7月29日）                                                |                            |
| 如朕親臨 （2016年12月3日－2017年4月8日） | 我和我的四個男人 （2017年8月5日－2017年11月11日）我和我的四個男人特輯 （2017年11月18日） |                            |

| 臺灣 東森綜合台 每週日 22:00 - 23:30     | 臺灣 東森綜合台 每週日 22:00 - 23:30              | 臺灣 東森綜合台 每週日 22:00 - 23:30 |
| ---------------------------------------- | ------------------------------------------------- | ------------------------------------ |
|                                          | 鐘樓愛人 （2017年4月16日－2017年7月30日）         |                                      |
| 如朕親臨 （2016年12月4日－2017年4月9日） | 我和我的四個男人 （2017年8月6日－2017年11月12日） |                                      |

| 臺灣 東森超視 每週五 23:00 - 24:30        | 臺灣 東森超視 每週五 23:00 - 24:30                 | 臺灣 東森超視 每週五 23:00 - 24:30 |
| ----------------------------------------- | -------------------------------------------------- | ---------------------------------- |
|                                           | 鐘樓愛人 （2017年4月21日－2017年8月4日）           |                                    |
| 如朕親臨 （2016年12月9日－2017年4月14日） | 我和我的四個男人 （2017年8月11日－2017年11月17日） |                                    |

| 马来西亚 Astro双星、Astro双星HD 每週一至週五 16:00 - 17:00 | 马来西亚 Astro双星、Astro双星HD 每週一至週五 16:00 - 17:00 | 马来西亚 Astro双星、Astro双星HD 每週一至週五 16:00 - 17:00 |
| ---------------------------------------------------------- | ---------------------------------------------------------- | ---------------------------------------------------------- |
|                                                            | 鐘樓愛人 （2017年10月3日－2017年11月3日）                  |                                                            |
| 我的愛情不平凡 （2017年8月21日－2017年10月2日）            | 老爸上身 （2017年11月6日－2017年11月24日）                 |                                                            |